# Sketchnoting

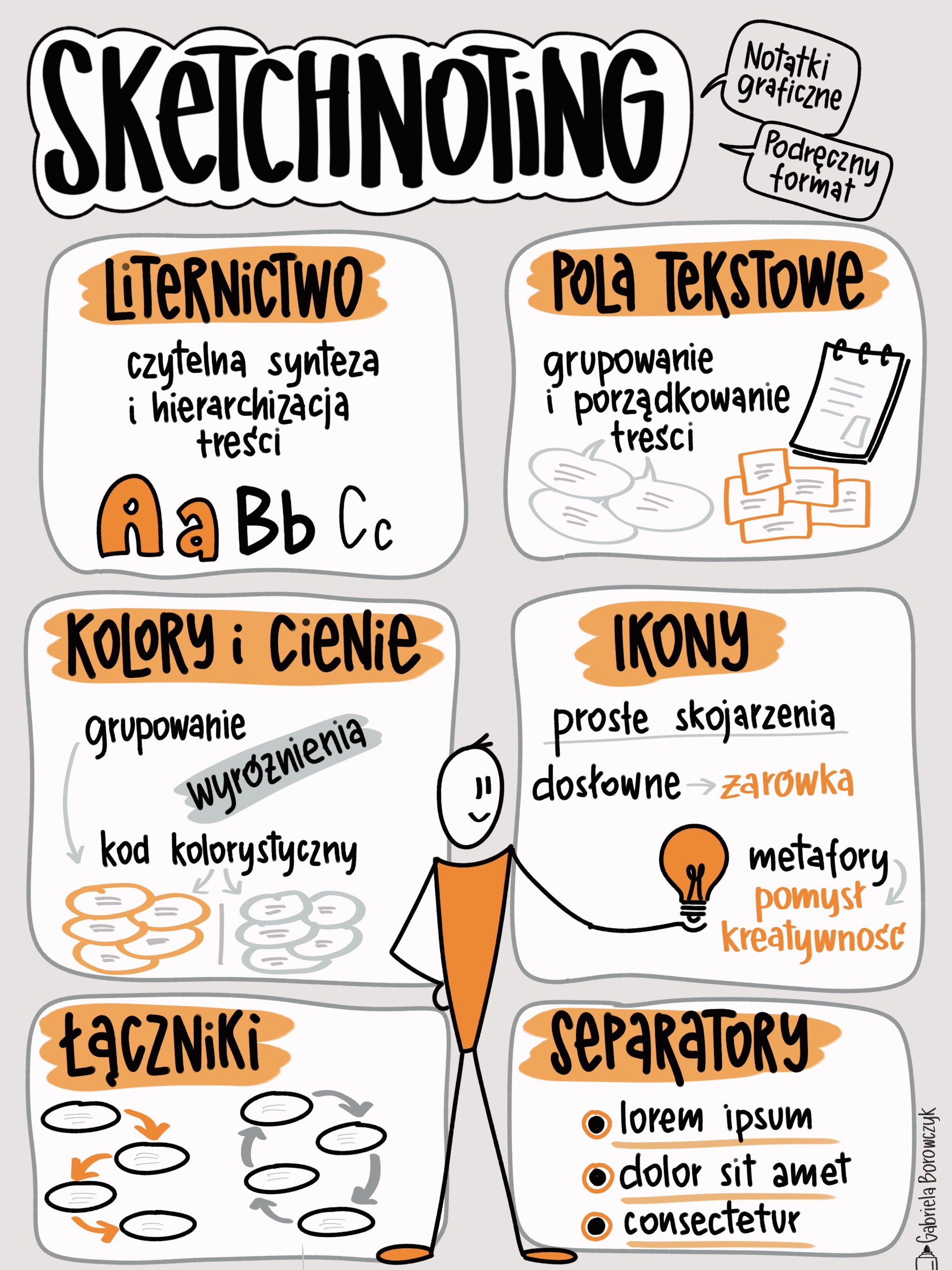
Notatka graficzna obrazująca elementy sketchnotingu

Sketchnoting (z ang. sketch – szkic i noting – notować), inaczej notowanie graficzne lub wizualne; mnemotechnika, metoda ułatwiająca zapamiętywanie informacji polegająca na tworzeniu wizualnych notatek; forma wspomagająca proces zapamiętywania dzięki przenoszeniu uzyskanych informacji do postaci graficznej, ręcznie wykonywanych prostych rysunków.

## Charakterystyka
Sketchnoting definiują trzy terminy: słowa, obrazy, kształty. Proste ikony wykorzystywane w sketchnotingu opierają się głównie na trzech kształtach: koła, trójkąta i prostokąta. Sporządzenie notatki wizualnej nie wymaga posiadania szczególnych umiejętności plastycznych, a rysowania ikon można nauczyć się z ogólnodostępnych tutoriali czy specjalnych książek.
Pojedynczy produkt sketchnotingu to sketchnotka (ang. sketchnote) wykonana ręcznie na papierze lub digitalnie (przy użyciu tabletu graficznego). Charakterystyczny dla niej jest mały format (A3, A4, A5), podręczny, zeszytowy.

## Historia terminu
Twórcą terminu myślenie wizualne jest dr Robert Horn, autor książki „Visual Language”. Zauważył on, że połączenie tekstu i rysunku zdecydowanie ułatwia proces komunikowania się, a także lepiej organizuje nasze myśli nielinearnie i przestrzennie. Termin sketchnoting pojawił się w 2006 roku, a za jego autora uznaje się projektanta Michaela Rohde’a. Jego zdaniem tradycyjne notowanie bywa stresujące, ponieważ nie pozwala na uchwycenie każdego szczegółu. Postanowił połączyć standardowy sposób notowania z prostymi rysunkami, aby powstały notatki łatwiej zapadające w pamięć. Okazało się, że ta metoda pomaga lepiej skupić się na danym temacie, a dzięki ilustracjom i atrakcyjnej formie graficznej więcej zapamiętać. Rohde nazwał swoje notatki sketchnotes (polski odpowiednik: sketchnotki), ponieważ jego technika łączyła słowa i szkice/rysunki. Nazwa ta utrwaliła się i jest używana przez propagatorów myślenia wizualnego.
Michael Rohde jest autorem dwóch książek na temat notatek graficznych:
- 2012 – The Sketchnote Handbook[14],
- 2014 – The Sketchnote Workbook[15].

## Elementy notatki wizualnej

### według Agaty Baj
Agata Baj wyróżnia następujące elementy notatek graficznych:
- typografia,
- liternictwo,
- rysunki,
- banery,
- pudełka,
- chmurki,
- ludziki,
- emocje,
- triki,
- punktory,
- strzałki,
- linie.

### według Gabrieli Borowczyk
Gabriela Borowczyk wskazuje na następujące elementy notatki wizualnej:
- liternictwo – czytelna synteza i zapis treści,
- pola tekstowe – grupowanie i porządkowanie treści (nagłówki, śródnagłówki i teksty uzupełniające),
- kolory i cienie – grupowanie treści, wyróżnienia, kod kolorystyczny,
- ikony – proste, dosłowne lub metaforyczne,
- łączniki – wskazanie kierunku, procesu, wynikania, powiązania treści,
- separatory – oddzielenie treści, ułatwiające ich odczytywanie.

## Hierarchizacja treści
Gabriela Borowczyk wyróżnia dwa zakresy hierarchizacji treści w sketchnotce:

### Hierarchizacja typograficzna
- wyspy wyrazowe,
- nagłówki i śródnagłówki,
- różna wielkość i krój pisma,
- pogrubienia.

### Hierarchizacja wizualna
- pola tekstowe,
- ikonki/ metafory/ wizualizacje,
- separatory i łączniki,
- wyróżnienie kolorem i kod kolorystyczny.

## Zastosowanie sketchnotingu
Notowanie graficzne znajduje zastosowanie w marketingu, jest metodą chętnie stosowaną przez trenerów, facylitatorów graficznych podczas szkoleń. Szczególnie istotną rolę pełni w szeroko pojętej edukacji, pomaga zwłaszcza w procesie uczenia się wzrokowcom i kinestetykom. Entuzjaści sketchnotingu uważają wręcz, że jest to metoda dla każdego.
Sketchnoting jest wykorzystywany także w wielkoformatowym zapisie graficznym (ang. graphic recording) np. podczas konferencji, seminariów, spotkań.